# TKM-Ebola
Le TKM-Ebola est un médicament antiviral expérimental développé contre la maladie à virus Ebola par la société canadienne Tekmira Pharmaceuticals, basée à Vancouver.
Il s'agit d'une combinaison de trois petits ARN interférents ciblant trois protéines du virus Ebola — l'ARN polymérase ARN-dépendante, la protéine VP24 associée à l'enveloppe virale et la protéine VP35, cofacteur de l'ARN polymérase — associés avec des nanoparticules lipidiques.
La FDA américaine a partiellement levé, en août 2014, la suspension des essais cliniques sur ce médicament, qui avait donné lieu à des effets indésirables rappelant les symptômes de la grippe, afin de permettre son utilisation éventuellement dans le cadre de l'épidémie sévissant en Afrique de l'Ouest depuis la fin 2013.